# Pierre Brune
Pour les articles homonymes, voir Pierre Brune (écrivain) et Brune.
 (décembre 2016).
Si vous disposez d'ouvrages ou d'articles de référence ou si vous connaissez des sites web de qualité traitant du thème abordé ici, merci de compléter l'article en donnant les références utiles à sa vérifiabilité et en les liant à la section « Notes et références ».
Pierre Brune, né le 26 janvier 1887 à Épinay-sur-Seine (Seine) et mort le 1er juin 1956 à Céret (Pyrénées-Orientales), est un artiste-peintre français, fondateur et premier directeur du Musée d'art moderne de Céret de 1950 à 1956.

## Biographie
Dès 1910 lorsqu’il expose aux Indépendants, Pierre Brune affirme déjà son souci de la construction et la rigueur de son dessin. En 1913 il fait sa première exposition chez le marchand d’art Druet aux côtés des œuvres de Dufy, Rouault… C’est le grand critique André Salmon qui rédige la préface du catalogue : « Pierre Brune, anxieux de certitude, veut avant tout reconnaître sa route. Il ne craint pas de retarder ce grand voyage, afin de se tracer, sinon un plan formel du beau royaume à conquérir, du moins l’harmonieuse carte céleste nécessaire à son orientation ».
La majorité des œuvres de cette époque sont des paysages urbains de Marseille, Lyon, Albi, Montauban, exprimant son besoin d’appuyer son travail de construction sur les surfaces et les volumes géométriques. Sa peinture est alors influencée par le cubisme comme en témoigne La fête foraine.
Mobilisé pendant la Première Guerre mondiale, il contracte une maladie qui l’obligera à se fixer dans le Sud. C’est à Céret qu’il s’installe en 1916. Il ne quittera le Vallespir qu'épisodiquement pour aller exposer des œuvres à Paris, chez Druet, Katia Granoff ou à Toulouse chez Chappe.

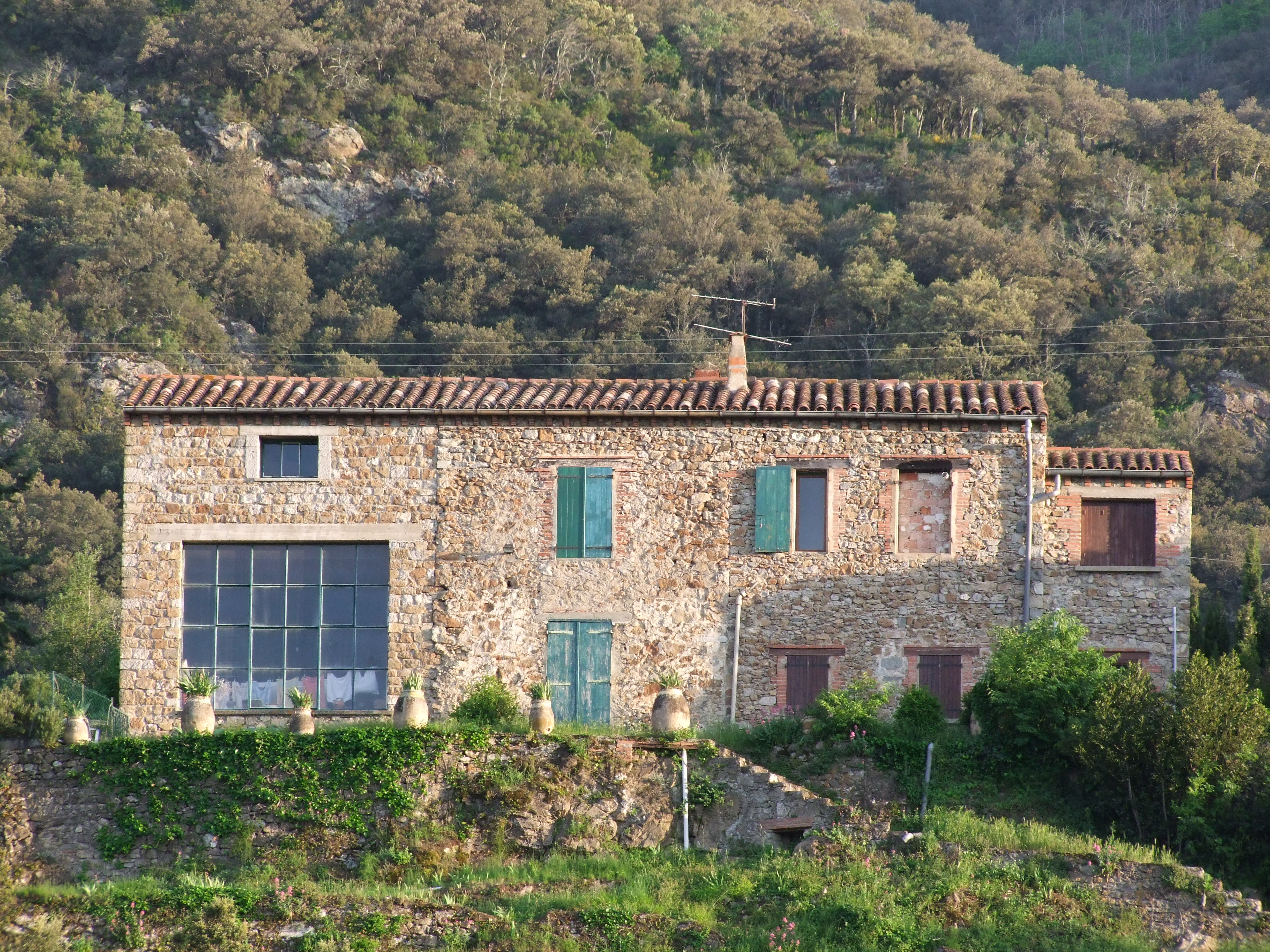

À Céret, sur les vestiges du château féodal, il construit sa maison, « le Castellas » où il accueille ses amis artistes.

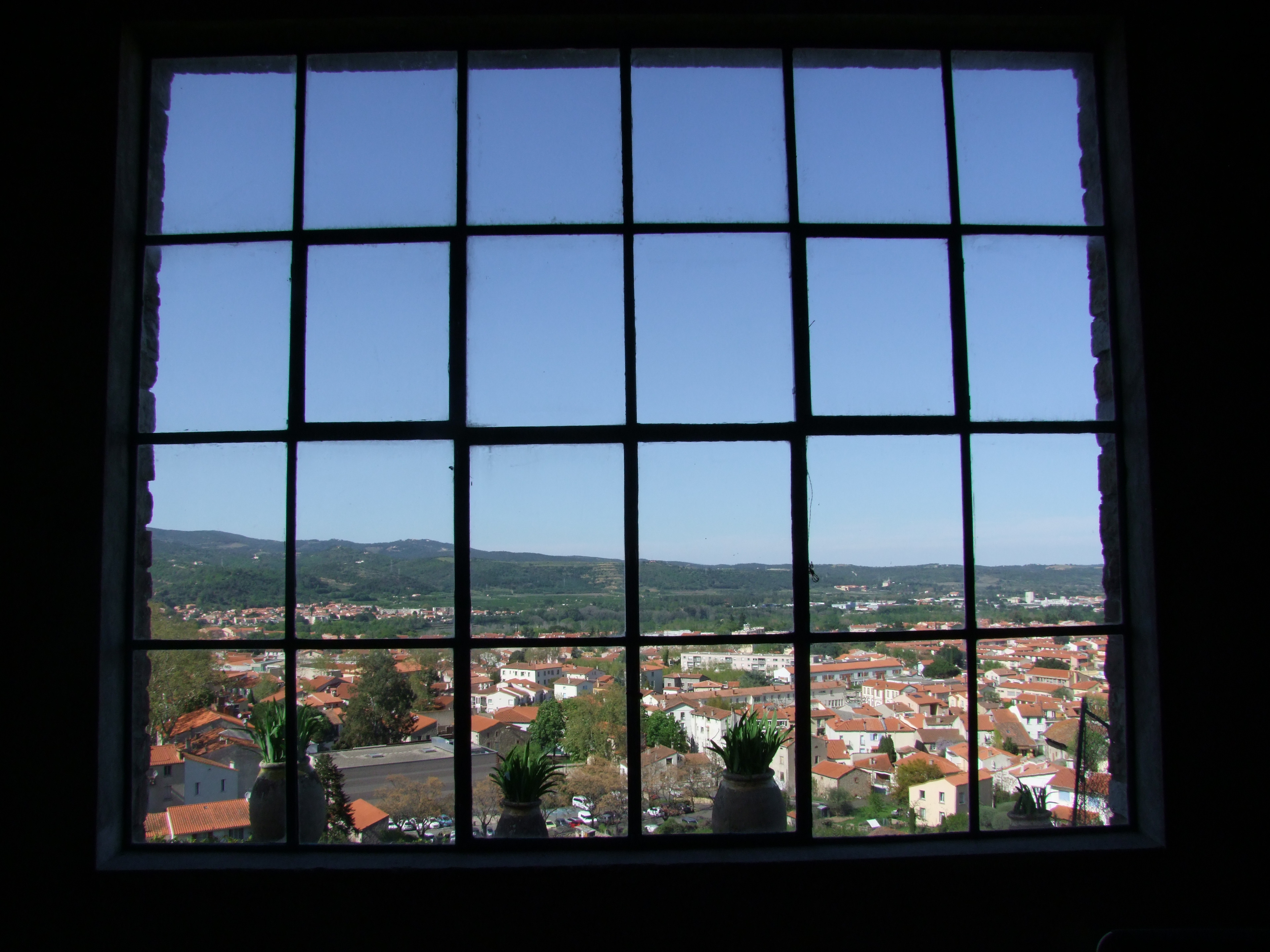
Le peintre Pierre Brune résidait et peignait dans son atelier du Castellas, donnant sur Céret.

En 1919, il y est rejoint par un groupe de peintres comprenant Soutine, Krémègne, Masson, Loutreuil. Certains d’entre eux étaient ses voisins d’atelier à la Cité Falguière à Paris.
En 1926, son œuvre est présente dans de nombreux musées comme le Musée d’art moderne de la Ville de Paris, les musées de Toulouse, Albi mais aussi à Baltimore aux États-Unis.

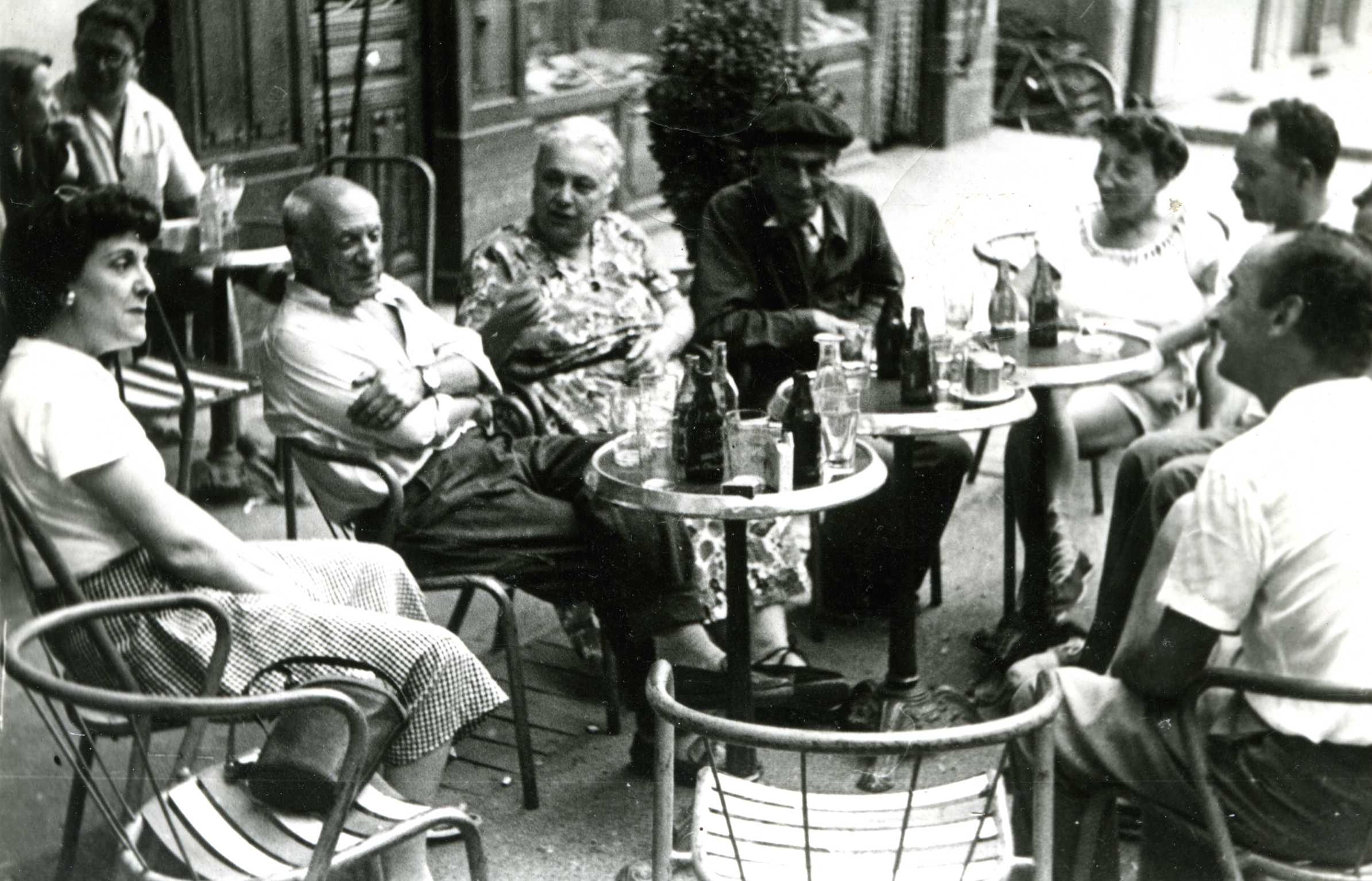
Pierre Brune au centre, les peintres Picasso à gauche et Eudaldo au second plan à droite, dans les années 1950 à Céret.

En 1946, un incendie détruit sa maison atelier le Castellas et une grande partie de son travail. Brune reconstruit la maison.
En 1948, il entreprend avec l'aide de Frank Burty Haviland et sous l'impulsion du Maire Henri Guitard, la création du Musée d'art moderne de Céret. Nommé conservateur, il réunit la collection initiale léguée par l’archiviste cerétan Michel Aribaud et des œuvres collectées auprès d’artistes (Picasso et Matisse font don de plusieurs pièces), de leurs veuves, ou leurs héritiers ainsi qu'auprès de collectionneurs comme Kahnweiler. Un hommage permanent lui est rendu dans le patio à travers le bronze de son portrait sculpté par Carvillani ainsi qu’à travers de nombreuses œuvres exposées dans le parcours historique de la collection.
Pierre Brune est un peintre de genres : paysages, portraits, natures mortes. L'ensemble de son œuvre témoigne de sa fidélité pour l'observation de la nature et son attachement à Céret maintes fois peint à travers ses paysages. Lors d'un entretien radiophonique avec Cyprien Lloansi après la Libération, il a prononcé cette phrase évoquant son goût particulier pour la peinture des paysages Cérétans: "J'ai peint bien souvent à l'entour de chez-moi et le paysage des Capucins est un peu ma Montagne Sainte-Victoire", à l'image de Paul Cézanne, et comme exposé lors de l'hommage du Musée d'art moderne de Céret à l'occasion du centenaire de sa venue dans la commune.

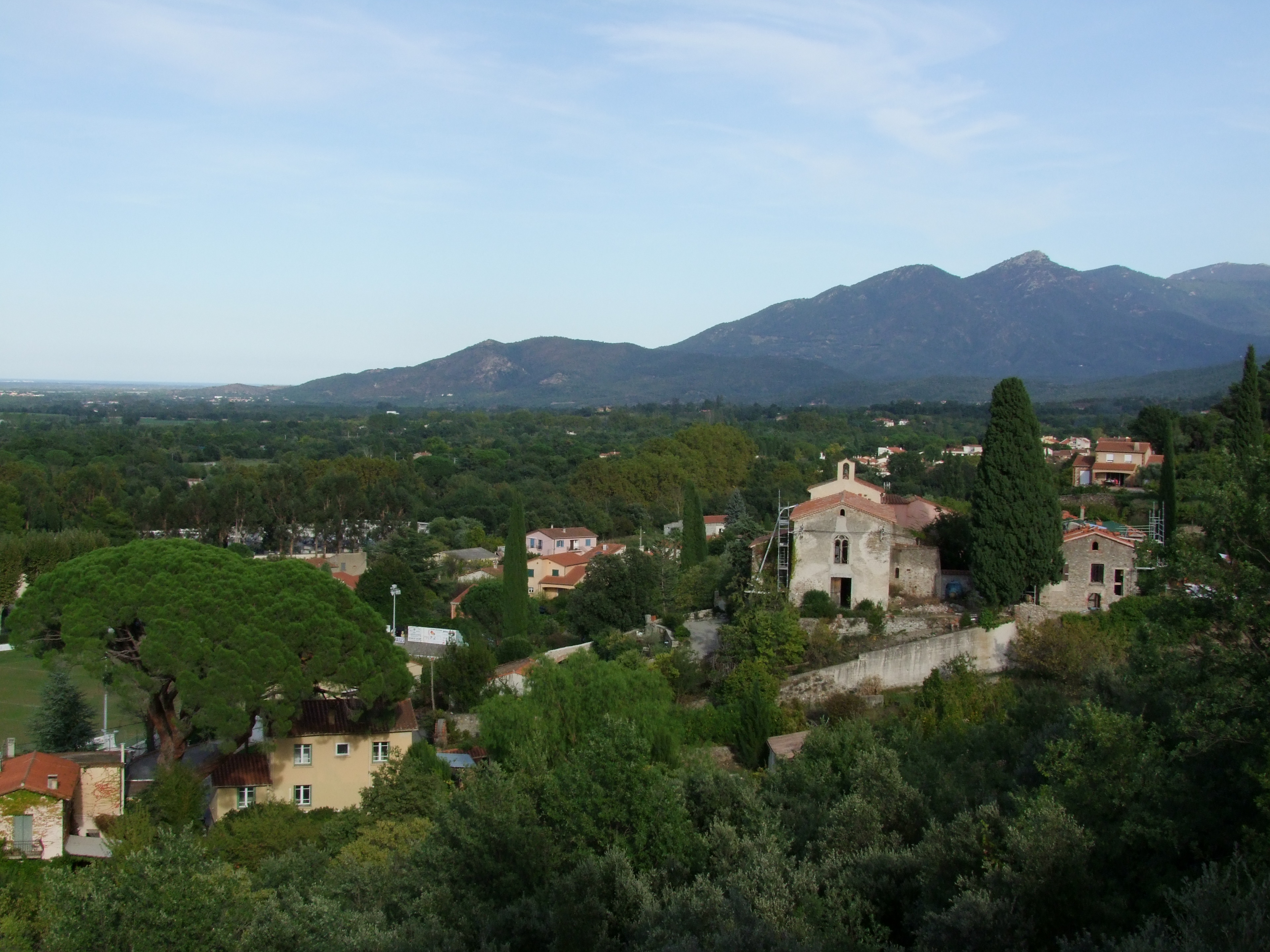
Paysage de Céret révélé par ses premiers peintres avant et après la guerre 1914-1918.